# Biganos
Biganos är en kommun i departementet Gironde i regionen Nouvelle-Aquitaine i sydvästra Frankrike. Kommunen ligger i kantonen Audenge som tillhör arrondissementet Arcachon. År 2022 hade Biganos 11 303 invånare.

## Befolkningsutveckling
Antalet invånare i kommunen Biganos
Referens:INSEE